# Blade (série télévisée)
Pour les articles homonymes, voir Blade.
Blade (Blade: The Series) est une série télévisée américaine en un épisode de 90 minutes et onze épisodes de 42 minutes, créée par David S. Goyer d'après les personnages de Marvel et la série de films éponyme et  a été diffusée entre le 28 juin 2006 et le 13 septembre 2006 sur Spike TV.
En France, la série a été diffusée à partir du 21 mai 2007 sur Syfy Universal.

## Synopsis
Dans le pilote, Krista Starr revient du service militaire en Irak où elle apprend que son frère jumeau, Zack, est mort dans des circonstances mystérieuses. Son investigation révèle que Zack était un « familier » - un genre de serviteur engagé sous contrat qui consent à servir un vampire dans l’espoir que son « maître » le récompensera finalement avec la vie éternelle. 
La recherche de Krista pour retrouver le meurtrier de son frère l’amène bientôt à faire face à Blade, de même qu’au meurtrier lui-même, Marcus Van Sciver, un vampire puissant et membre de la Maison de Chthon. Frappé par Krista, Marcus décide de la transformer en vampire en lui injectant son sang. Krista est alors approchée par Blade, qui lui injecte le même sérum qu’il utilise pour contrôler ses propres instincts de vampire ; il lui offre une chance de l’aider à venger la mort de son frère et à combattre Marcus et la Maison de Chthon. Les deux forment dès lors un partenariat hésitant.
Le reste de la série suit les tentatives de Krista pour maintenir sa couverture à la maison de Chthon, tout en luttant pendant tout ce temps-là contre sa propre nature hostile grandissante, et les efforts de Marcus pour développer un « vaccin » qui rendra les vampires immunisés contre toutes leurs faiblesses traditionnelles : la lumière du soleil, l’argent, l’ail, etc.  Cependant, tard dans la saison, il est révélé que le vrai but de Marcus est de créer un virus qui ciblera en particulier « les sangs purs », la classe de vampire du jugement, à partir des impurs. Il déchaîne finalement son arme dans le final, étonnamment avec l’aide de Blade.

## Distribution
- Sticky Fingaz (VF : Gilles Morvan) : Blade
- Jill Wagner (VF : Claire Guyot) : Krista Starr
- Nelson Lee (VF : Damien Witecka) : Shen
- Jessica Gower (VF : Julie Turin) : Chase
- Neil Jackson (VF : Vincent Ropion) : Marcus Van Sciver
- Larry Poindexter (en) (VF : Renaud Marx) : Agent Ray Collins
- P. Lynn Johnson (VF : Hélène Otternaud) : Lisa Starr
- Emily Hirst (VF : Chantal Macé) : Charlotte
- Sahar Biniaz : Sabine
- John DeSantis : Thorne

## Épisodes
1. Le Clan de Chton (Pilot) 90 minutes
2. Un goût de cendre (Death Goes On)
3. Les Cobayes (Descent)
4. Mauvais sang (Bloodlines)
5. Démons intérieurs (The Evil Within)
6. In Vitro Veritas (ou) Sacrifice (Delivery)
7. Flashbacks (Sacrifice)
8. Tour de vis (Turn of the Screw)
9. Vengeance (Angels and Demons)
10. Le Prince (Hunters)
11. De chair et de sang (Monsters)
12. Conclave (Conclave)

## Commentaires

### Chronologie de la série
La série se passe apparemment après Blade: Trinity puisque certains événements des films ont été mentionnés dans l’épisode pilote. À la fin de Trinity, Blade utilise l'Étoile Diurne, une arme biologique qui cible et tue des vampires en particulier.  Apparemment l'Étoile Diurne ne s’est pas étalée rapidement, car il y a toujours 12 grandes maisons de vampires en activité.
La théorie des créateurs de la série est tout simplement que l'Étoile Diurne a fonctionné mais dans un périmètre limité. L'objectif dans Blade: Trinity étant de tuer Dracula, on imagine aisément que l'Étoile Diurne (à l'échelle microscopique) n'a pas pu faire le tour de la planète.

### Critiques
- La série se situe à Detroit, dans le Michigan, et le pilote inclut des inexactitudes majeures de cette ville : Detroit a été créée en 1701, au début du XVIIIe siècle, au lieu de la fin du XVIIIe siècle comme Marcus le dit. Il y a cependant le Joe Louis Arena, et une ville de banlieue nommée Pontiac.
- Les effets de l’argent ont été contredits à maintes reprises durant la série. L’argent brûle des vampires au contact, mais dans le film et la série, quelques vampires régénèrent de ces brûlures pendant que les autres ont des cicatrices permanentes.
- Si un humain peut être guéri du vampirisme complètement, il a été négligé par la série. Dans le premier film, le Dr Karen Jensen a créé un rétrovirus qui pourrait guérir n’importe qui était mordu. Dans Blade: Trinity, Hannibal King mentionne qu’il s’est guéri. Cependant, ce remède n’est pas mentionné dans la série. Il est supposé (bien que pas expliqué) que Krista Starr ne pourra pas être guérie parce qu’elle n’a pas été tuée par le virus, elle a été tuée par une chute d’un toit après avoir été infectée.
- Dans le septième épisode, intitulé Flashbacks, Whistler est censé avoir rencontré Blade la première fois quand il était enfant. Ceci contredit l’explication de Whistler dans le premier film, à savoir qu’il avait trouvé Blade comme un adolescent de la rue, se nourrissant de sans-abri. À la fin de l'épisode on voit Blade s'enfuir, on peut supposer que Whistler a perdu sa trace et a même fini par l'oublier. Cette thèse est renforcée par le fait que dans les bonus du film Blade 2, on voit une scène coupée de leur rencontre et Whistler a le même âge que dans les 3 films alors que dans l'épisode "Sacrifice" il ne semble avoir qu'une trentaine d'années. Enfin dans ce même épisode, on découvre que c'est Blade enfant qui a cassé la jambe de Whistler, qui, dans les trois films, se balade avec une attelle.

### Classement et annulation
Bien que la première de la série a attiré plus de 2,5 millions de téléspectateurs (ce qui en a fait la série la plus regardée dans l’histoire de Spike TV), elle était aussi l’émission câblée du soir numéro 1 chez les hommes de 18-34 et 18-49, ceci arrivant dans une année où la plupart des émissions étaient remarquables, mais la série n’a pas conservé ses nombres.
Le 28 septembre 2006, Jill Wagner, la vedette de Blade : The Series, a annoncé qu’elle avait été informée qu’il n’y aurait pas de deuxième saison. Le lendemain, Spike TV a annoncé dans un communiqué de presse que la série ne serait plus.
En réponse à une lettre dans la revue Wizard, le producteur/scénariste Geoff Johns, donne une raison de l'annulation de la série : « Le réseau n’a pas voulu l’annuler, je pense juste que Spike TV est un jeune réseau, et ça coûtait trop cher de le faire, ils n’étaient simplement pas capables de le faire. »

### iTunes Première
Blade était la deuxième émission de télévision sur iTunes avant d’être diffusée à la télé. La série Conviction a été la première.